# SN 1983K
SN 1983K – supernowa typu II-P odkryta 22 czerwca 1983 roku w galaktyce NGC 4699. Jej maksymalna jasność wynosiła 12,60m.